# Кластически седиментни скали
Кластически седиментни скали, познати още като отломъчни скални материали или инертни материали, са скални материали, съставени от цели скали или предимно от отломки от различни скални видове (магмени, метаморфни или седиментни) и минерали (кварц, фелдшпат, слюда, понякога глауконит, вулканично стъкло и др.). Различават се три вида кластически скали: циментирани, нециментирани и рохкави (отломки). В циментираните кластични скали за свързващо вещество служат карбонатите (калцит, доломит), окисите на силиция (опал, халцедон, кварц), окисите на желязото (лимонит, гьотит и др.), глинести материали и редица други. Отломъчните скални материали често съдържат органични остатъци: раковини на мекотели и др., стволове и клони от дървета и т.н.

## Видове кластически седиментни скали
В основата на класификацията на кластичните скали стои структурният признак – размерът на отломките.
- Псефити – грубо обработени скални отломки, с размери над 1 mm, които се поделят на нециментирани – отделни скални блокове, валуни, филц, чакъл, трошляк, баластра и циментирани – конгломерати (брекчи, гравелити (циментирана баластра) и др.).
- Псамити – пясъчни материали, с размери на частиците 1 – 0,05 mm (пясъци и пясъчници).
- Алеврити – прахообразни материали, с размери на частиците 0,05 – 0,005 mm (алеврити и алевролити.
- Пелити – глинести материали, с размери на частиците под 0,005 mm (глини, аргилити и др.). Понякога границата между алевритите и пелитите се прокарва по размера на частиците от 0,001 mm. Глинестите материали могат да бъдат както с химически, така и с отломъчен произход.[1]

Има и кластически седиментни скали със смесен състав, изградени от отломки с различни размери – пясъчни, алевритови и глинести. Към тях се отнасят широко разпространените, особено сред съвременните континентални наслаги, различни суглинки и супесии. По-нататъшните подразделения на отломъчните скални материали в пределите на структурните подтипове се правят на базата на техния минерален състав или други признаци. Към тези инертни материали принадлежат още продуктите при вулканични изригвания: вулканичен чакъл, вулканична пепел – рохкави нециментирани материали и техните циментирани разновидности – туфи, туфобрекчи и преходни седиментни скали, съставени от отломки и вулканични материали – туфити и туфогенни скали.

## Условия за образуване на кластически седиментни скали
При разчленен релеф и високодинамична среда се образуват псефити (грубо обработени скални отломки), а в условията на равнинен релеф и малка скорост на водните и въздушни потоци – пясъчни, алевритови и глиненсти материали. Глинестите частици се утаяват главно в спокойни води. В крайбрежните части на моретата и океаните по плажовете и плитчините се отлагат филц и баластра, а по-навътре и по-надълбоко в морския басейн те се сменят с пясъци и алеврити и, накрая – от глинести тини на дълбочини под нивото на действие на вълните и теченията. Въпреки това на големи дълбочини се срещат филц и пясък, пренесени от дънни течения и мътни подводни потоци.

## Стопанско значение
Кластическите седиментни скали се използват основно като строителни материали, пясъкът – в стъкларската и металургична промишленост. В речните и морски пясъци се срещат злато, платина, скъпоценни камъни, титанови минерали, калай, волфрам, редки и радиоактивни елементи.